# Endotrichum
Endotrichum là một chi rêu trong họ Pterobryaceae.